# Bukov
Bukov (in tedesco Bukau) è un comune ceco situato nel distretto di Žďár nad Sázavou, nella regione di Vysočina.